# Banca Živnostenská
Banca Živnostenská (acrónimo ŽB o ZIBA) fue un banco comercial que operaba en la República Checa. En 2002, se hizo miembro del grupo italiano Unicredit. En 2006, fue incorporado al HVB Bank y el banco fusionado recibió el nombre de UniCredit Bank Czech Republic a.s.

## Historia
Živnostenská banka a.s. fue fundada en 1868 como una sociedad anónima con intereses en la financiación de pequeñas y medias empresas checas. Fue el primer banco del Imperio austrohúngaro en ser financiado enteramente por capital checo y tenía como uno de sus objetivos principales la financiación de negocios y empresas checas recién creados. El banco también buscó los depósitos de pequeños ahorradores: comerciantes y propietarios de pequeñas empresas checas. 
En 1910, ŽIBA también adquirió una participación minoritaria en el Srpska kreditna banka (Serbian Credit Bank) de Belgrado. Era una empresa media, con 1.068 empleados, 11 sucursales en Bohemia y Moravia y filiales en Viena, Cracovia, Leópolis y Trieste. En aquel momento, ZIBA representaba casi un tercio del capital total del sistema bancario checo. Después de la formación de la República de Checoslovaquia en 1918, el banco creció rápidamente debido a su papel central en el nuevo estado.
La llamada ley de Nostrificación de 1920 obligó a las empresas de capital abierto a transferir sus sedes a territorio del nuevo estado. Esta ley protegía a los bancos checos de la competencia extranjera. En ese contexto, ZIBA se benefició enormemente al cambiar su estrategia y pasar a financiar a las grandes empresas industriales. En 1922, ZIBA creó una filial en Reino Unido con sede en Londres. El banco promovió fusiones entre grandes corporaciones industriales checas (por ejemplo, la creación del coloso de ingeniería mecánica ČKD) y construyó sistemáticamente un emporio industrial. Como banco más importante de la Checoslovaquia prebélica, ZIBA controlaba 60 empresas, incluyendo las mayores del país. También desarrolló vínculos con instituciones financieras francesas y británicas.
El 12 de marzo de 1938, la Alemania nazi se anexionó Austria. Los nazis fundaron el Länderbank Wien, fundiendo el Merkurbank, propiedad del Dresdner Bank en Viena, la empresa austríaca Zentral-Europäische Länderbank de París y la filial de ZIBA en Viena.
El 29 de septiembre de 1938, como resultado de los Acuerdos de Múnich, Checoslovaquia hubo de entregar las regiones de Sudetenland al Reich alemán. El Dresdner Bank asumió 4 sucursales de Ziba en Liberec, Ústí nad Labem, Karlovy Vary y Teplice.
Tras la Gran Guerra, entre los años 1948 y 1992, ZIBA continuó su actividad como entidad legal, pero el gobierno comunista restringió severamente sus actividades. A partir de 1956, ZIBA se convirtió en el principal banco de Checoslovaquia para negocios de importación y exportación del COMECON, para lo que su filial en Londres tuvo un papel significativo. El ZIBA fue el repositorio de todas las cuentas en moneda extranjera mantenidas por expatriados, empresas extranjeras que operaban en Checoslovaquia y agencias estatales que facilitaban un comercio "invisible", como el turismo. En 1988, ZIBA retomó los negocios corporativos.
En 1992, ZIBA fue el primer banco de Europa Central y Oriental en ser privatizado. El BHF-Bank de Alemania asumió el 40% de las acciones, la Corporación Financiera Internacional (IFC) adquirió el 12% y el 48% restante fue destinado a personas físicas y fondos de inversión checos. Seis años después, en 1997, el Bankgesellschaft Berlin se hizo el mayor accionista de ZIBA, tras conseguir el 46,9% del BHF-Bank. Otros accionistas importantes fueron IFC y Crédit Commercial de France. En 2000, el Bankgesellschaft Berlin aumentó su participación en ZIBA hasta el 85,16%. En esa época, el banco tenía agencias en Praga, Brno, České Budějovice, Karlovy Vary, Liberec, Ostrava, Pardubice y Zlín. También tenía una oficina de representación en Bratislava para cuidar las operaciones en Eslovaquia.
En 2002, la Unicredit adquirió la participación de Bankgesellschaft Berlin y lanzó una oferta pública para todas las acciones restantes. En 2006, fue incorporado al HVB Bank Czech Republic y el nuevo banco fusionado fue renombrado UniCredit Bank Czech Republic.